# Portugal op het Eurovisiesongfestival 1999
Portugal nam deel aan het Eurovisiesongfestival 1999 in Jeruzalem, Israëm. Het was de 36ste deelname van het land op het Eurovisiesongfestival. De selectie verliep via het jaarlijkse Festival da Canção. De RTP was verantwoordelijk voor de Portugese bijdrage voor de editie van 1999.

## Selectieprocedure
Net zoals de voorbije jaren werd ook dit jaar de kandidaat gekozen via het jaarlijkse Festival da Canção.
De nationale finale werd gehouden in Lissabon op 8 maart 1999 en werd gepresenteerd door Manuel Luís Goucha en Alexandra Lencastre. In totaal deden er acht artiesten mee aan deze finale. De winnaar werd gekozen door 11 regionale jury's.
| Volgorde | Artiest          | Lied                   | Punten | Plaats |
| -------- | ---------------- | ---------------------- | ------ | ------ |
| 1        | Tempo            | "Uma parte de mim"     | 51     | 5      |
| 2        | Liliana Pinheiro | "Eu, tu e nós"         | 32     | 7      |
| 3        | Francisco Ceia   | "Romanzeira"           | 21     | 8      |
| 4        | Rui Bandeira     | "Como tudo começou"    | 90     | 1      |
| 5        | Sofia Froes      | "Menina alegria"       | 72     | 2      |
| 6        | Célia Oliveira   | "Ser o que sou"        | 64     | 3      |
| 7        | Tó Leal          | "Sete anos, sete dias" | 44     | 6      |
| 8        | Filipa Lourenço  | "No cais da solidão"   | 57     | 4      |

## In Jeruzalem
In Israël moest Portugal optreden als zestiende na Zweden en voor Ierland.
Na de puntentelling bleek dat Portugal als eenentwintigste was geëindigd met een totaal van 12 punten. 
Men ontving 1 keer het maximum van de punten.
Nederland en België hadden geen punten over voor deze inzending

### Gekregen punten

#### Finale
| 12 punten   | 10 punten | 8 punten | 7 punten | 6 punten |
| ----------- | --------- | -------- | -------- | -------- |
| - Frankrijk |           |          |          |          |
| 5 punten    | 4 punten  | 3 punten | 2 punten | 1 punt   |
|             |           |          |          |          |

### Punten gegeven door Portugal

#### Finale
Punten gegeven in de finale:
| 12 punten | Duitsland  |
| 10 punten | Zweden     |
| 8 punten  | Israël     |
| 7 punten  | Estland    |
| 6 punten  | Kroatië    |
| 5 punten  | Oostenrijk |
| 4 punten  | IJsland    |
| 3 punten  | Denemarken |
| 2 punten  | Nederland  |
| 1 punt    | Malta      |

1964 · 1965 · 1966 · 1967 · 1968 · 1969 · 1970 · 1971 · 1972 · 1973 · 1974 · 1975 · 1976 · 1977 · 1978 · 1979 · 1980 · 1981 · 1982 · 1983 · 1984 · 1985 · 1986 · 1987 · 1988 · 1989 · 1990 · 1991 · 1992 · 1993 · 1994 · 1995 · 1996 · 1997 · 1998 · 1999 · 2000 · 2001 · 2002 · 2003 · 2004 · 2005 · 2006 · 2007 · 2008 · 2009 · 2010 · 2011 · 2012 · 2013 · 2014 · 2015 · 2016 · 2017 · 2018 · 2019 · 2020 · 2021 · 2022 · 2023 · 2024 · 2025